# Pelecopselaphus angularis
Pelecopselaphus angularis es una especie de escarabajo barrenador metálico del género Pelecopselaphus, de la superfamilia Buprestoidea, orden Coleoptera. Fue descrita por Schönherr en 1817.
Fue publicada en Schönherr C. J. Synonymia Insectorum, oder Versuch einer Synonymiealler aller bisher bekannten Insecten nach Fabricii Systema Eleutheratorum geordnet, mit Berichtigungen und Anmerkungen wie auch Beschribungen neuer Arten und illuminirten Kupfern. Volume 1 (3), Hispa - Mo. Skara, Lewerentz. (1817). Se distribuye por la ecozona del Neotrópico.